# George Younger (4. wicehrabia Younger of Leckie)
George Kenneth Hotson Younger, 4. wicehrabia Younger of Leckie KT, KCVO (ur. 22 września 1931, zm. 26 stycznia 2003) – brytyjski arystokrata i polityk, członek Partii Konserwatywnej, minister w rządach Margaret Thatcher.

## Życiorys
Był najstarszym synem Edwarda Youngera, 3. wicehrabiego Younger of Leckie, i Evelyn McClure. Wykształcenie odebrał w Winchester College oraz w New College na Uniwersytecie Oksfordzkim, gdzie uzyskał tytuł magistra. Następnie wstąpił do British Army i brał udział w wojnie w Korei.
W 1963 r. został wybrany do reprezentowania Partii Konserwatywnej w wyborach uzupełniających w okręgu Perth and Kinross, ale zrezygnował aby umożliwić dostanie się do Izby Gmin kandydatowi na premiera, Alecowi Douglasowi-Home'owi. Członkiem parlamentu został po wyborach 1964 r. jako reprezentant okręgu Ayr.
Od 1965 r. był whipem szkockich konserwatystów. W latach 1967–1970 był wiceprzewodniczącym Szkockiej Partii Konserwatywnej i Unionistycznej. Po wyborczym zwycięstwie konserwatystów w 1970 r. został parlamentarnym podsekretarzem stanu w ministerstwie ds. Szkocji. W 1974 r. został ministrem stanu w ministerstwie obrony. W latach 1974–1976 był przewodniczącym Szkockiej Partii Konserwatywnej i Unionistycznej. Kiedy Partia Konserwatywna powróciła do władzy w 1979 r. Younger został ministrem ds. Szkocji. Był nim do 1986 r., kiedy to został ministrem obrony. Z tego stanowiska zrezygnował w 1989 r. W międzyczasie był w latach 1987–1988 prezesem Narodowej Unii Stowarzyszeń Konserwatywnych i Unionistycznych.
Po rezygnacji ze stanowisk rządowych Younger został dyrektorem Królewskiego Banku Szkocji. W 1992 r. nie wystartował w nowych wyborach parlamentarnych. W tym samym roku został prezesem banku oraz został kreowany parem dożywotnim jako baron Younger of Prestwick i zasiadł w Izbie Lordów. Był kawalerem Orderu Ostu i Krzyża Komandorskiego Królewskiego Orderu Wiktoriańskiego. Po śmierci ojca w 1997 r. odziedziczył tytuł 4. wicehrabiego Younger of Leckie. Zmarł na raka w 2003 r.
Był żonaty z Dianą Younger. Miał z nią córkę i trzech synów, w tym Jamesa, 5. wicehrabiego Younger of Leckie.